# Beltsville (Maryland)
Beltsville es un lugar designado por el censo ubicado en el condado de Prince George en el estado estadounidense de Maryland. En el Censo de 2010 tenía una población de 16.772 habitantes y una densidad poblacional de 900,78 personas por km².

## Geografía
Beltsville se encuentra ubicado en las coordenadas 39°2′24″N 76°55′14″O / 39.04000, -76.92056. Según la Oficina del Censo de los Estados Unidos, Beltsville tiene una superficie total de 18.62 km², de la cual 18.55 km² corresponden a tierra firme y (0.39%) 0.07 km² es agua.

## Demografía
Según el censo de 2010, había 16.772 personas residiendo en Beltsville. La densidad de población era de 900,78 hab./km². De los 16.772 habitantes, Beltsville estaba compuesto por el 36.41% blancos, el 34.86% eran afroamericanos, el 0.52% eran amerindios, el 9.5% eran asiáticos, el 0.05% eran isleños del Pacífico, el 14.57% eran de otras razas y el 4.1% pertenecían a dos o más razas. Del total de la población el 27.06% eran hispanos o latinos de cualquier raza.